# Dagmar Bellová
Dagmar Bellová-Sturliová, rozená Dagmar Krafftová-Bellová, (30. prosince 1920 Vídeň – 20. května 1999 tamtéž) byla slovenská klavíristka, vnučka slovenského skladatele Jána Levoslava Belly.

## Život
Dagmar Bellová se narodila jako nemanželská dcera slavného německého dirigenta Wilhelma Furtwänglera. Její matkou byla Augusta Bellová, dcera slovenského skladatele Jána Levoslava Belly. Základní hudební vzdělání získala od své matky a dědečka, který se jí v dětství hodně věnoval. Nejprve studovala soukromě, později byla přijata na vídeňskou Státní hudební akademii (Universität für Musik und darstellende Kunst Wien), kterou absolvovala s vyznamenáním již v roce 1937. Byla žačkou významného rakouského klavíristy a skladatele Emila von Sauera, posledního přímého žáka Franze Lista. Ve studiu u Sauera pokračovala i po absolvování Akademie až do jeho smrti v roce 1942. Dalším jejím učitelem byl Wilhelm Kempff.
V letech 1928–1940 žila s matkou v Bratislavě. Poprvé vystoupila již jako třináctiletá, v bratislavském rozhlase hrála Elegii svého děda Jána Belly. První veřejný koncert měla rovněž v Bratislavě v roce 1936. Od roku 1940 žila trvale ve Vídni, kde se také provdala. Jejím manželem se stal Walter Sturli. Kromě bohaté koncertní kariéry se počínaje rokem 1945 věnovala pedagogické činnosti. Učila na vídeňské městské konzervatoři.